# Talbot (cratère)
Pour les articles homonymes, voir Talbot (homonymie).
Talbot est un cratère lunaire situé à l'extrême Est de la face visible de la Lune au sud-ouest de la Mare Smythii. Le cratère Talbot est situé au nord-ouest du cratère Warner, à l'ouest du cratère Runge et à l'Est du cratère Haldane. Le contour de ce cratère est circulaire avec une importante albédo. L'intérieur est par contre sombre avec une forme de bol.
En 1976, l'Union astronomique internationale a donné le nom de Talbot à ce cratère en l'honneur du mathématicien et physicien britannique William Henry Fox Talbot.